# 霍盧比夫卡 (蘇梅區)
50°48′04″N 34°25′20″E / 50.80111°N 34.42222°E
霍盧比夫卡（烏克蘭語：Голубі́вка）是位於烏克蘭東北部的村莊，由蘇梅州蘇梅區的薩德市鎮負責管轄。該村2001年人口804。在蘇梅西南方約25公里，在波爾塔瓦北方約130公里。平均海拔170公尺。